# لوكتو (الروابح)
لوكتو هو دُوَّار يقع بجماعة لبخاتة، إقليم جرادة، جهة الشرق في المملكة المغربية. ينتمي الدوّار لمشيخة الروابح التي تضم دوارين. يقدر عدد سكانه بـ 126 نسمة حسب الإحصاء الرسمي للسكان والسكنى لسنة 2004.

## روابط خارجية
- البوابة الوطنية للجماعات الترابية نسخة محفوظة 12 مارس 2018 على موقع واي باك مشين.
- المندوبية السامية للتخطيط